# Volvo 360
Volvo 360 är en bakhjulsdriven kompaktbil tillverkad av Volvo i Nederländerna mellan 1982 och 1990.

## Historik
Volvo 360 är den sportigare och lyxigare versionen av Volvo 340. Trots namnet med en 6:a i mitten finns det ingen sexcylindrig motor (som 264 eller 760). Den har en 2,0-liters Volvomotor (B19/B200) med antingen bränsleinsprutning eller förgasare, beroende på utförande. Den ersatte Volvo 340 i DLS och GLS-utförandena från årsmodell 1983. Den enklare modellen 360 GLS (senare 360 GL) hade 5-växlad manuell låda och 2,0-litersmotor med förgasare medan de sportigare och lyxigare 360 GLT och GLE-modellerna hade samma motor men med insprutning. På slutet fick alla varianter av Volvo 340 och 360 i Sverige insprutningsmotor med lambdasond och katalysator som standard för att klara avgaskraven. GLT-modellen är prestandamodell och konkurrerade med bland annat Volkswagen Golf GTi. GLE-modellen är lyxmodellen som vid lanseringen 1984 endast fanns med 4-dörrars sedankaross, men som senare även kom med 3- och 5-dörrars halvkombi.
I GLE-modellen var bland annat centrallås, lättmetallfälgar, plyschklädsel och servostyrning standard.
Andra tillval mot pristillägg var, skinn/läder-säten, elfönsterhissar fram, el/manuell sollucka, dimljus (standard i GLT), metallic-lack, luftkonditionering och larm.
Snikmodellen GLS/GL är mera lik den enklare Volvo 340 i sitt utförande, men mycket av ovanstående var tillval även till den.
Ville man ha en modell med automatlåda eller mindre motor hänvisades man till 340-modellen.
Alla versioner är manuella med Volvo-växellådor hämtade ifrån 240-serien.
I övrigt är drivlinan densamma som hos Volvo 340, det vill säga längsmonterad motor fram, växellådan bak, ihopbyggd med slutväxeln och bakhjulsdrift, samt bakhjulshjulupphängning med De Dion-axel och bladfjädrar. Bensintanken var även placerad i två enheter framför bakaxeln, på varsin sida om växellådan, och reservhjulet låg i bagageutrymmet precis som på Volvo 340 med B19-motorn.
Liksom Volvo 340 så var Volvo 360 mycket framgångsrik i rally och andra motorsporter.
Varken Volvo 340 eller 360 marknadsfördes officiellt i USA.

## Tidslinje
- 1982 Volvo 360 lanseras som årsmodell 1983 i from av en vidareutveckling av Volvo 340 DLS/GLS med B19-motorn och finns i samma karossvarianter, finns i början som insprutad sportmodell 360 GLT med 116 hk/DIN (B19E) och som enklare förgasarmodell 360 GLS med 95hk/DIN (B19A.

- 1984 Sedanmodellen presenteras, finns som 360 GLE med en del lyxutrustning och den insprutade B19E-motorn, mindre uppgradering, de delade sidorutorna i framdörrarna blir hela och sidobackspeglarna flyttas/görs om, luftutsläppen på C-stolpen hos 3-dörrarsmodellerna tas bort.

- 1985 GLE-paketet finns nu på 3- och 5-dörrarsvarianterna, sedanmodellen finns nu i det enklare GLS-utförandet.

- 1986 Facelift: Nummerskylten flyttas ner under stötfångaren som växer något i storlek, B19A uppgraderas till B200K och B19E uppgraderas till B200E och GLS-paketet görs om till GL.

- 1987 B200F med katalysator lanseras och blir tillval till GL i Sverige.

- 1989 Sedanmodellen utgår och insprutning med katalysator blir standard i Sverige.

- 1990 Volvo 360 tas ur produktion medan Volvo 340 fortsätter att tillverkas till året därpå.

## Karossvarianter
3-dörrars halvkombi, tillverkad 1982-1990, detta är en senare årgång med den nya fronten och med nummerskylten nedflyttad under stötfångaren (1985-framåt).
5-dörrars halvkombi, tillverkad 1982-1990, detta är en senare årgång med de nyare bakljusen (Årsmodeller 1986 och framåt).
4-dörrars sedan, tillverkad 1983-1989, detta är en tidig årgång med de äldre bakljusen och blinkers på framskärmarna (årsmodeller mellan 1984 och 1985).